# Aalten

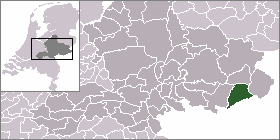
Lägeskarta

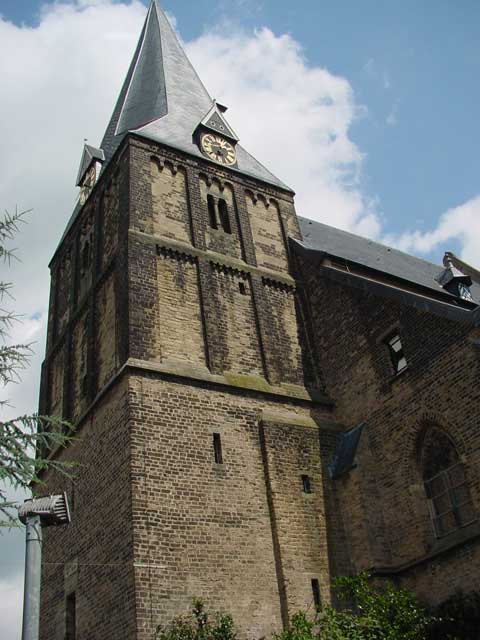
Kyrkan "Sint Helenakerk"

Aalten är en kommun i provinsen Gelderland i Nederländerna. Kommunens totala area är 97,09 km² (där 0,52 km² är vatten) och invånarantalet är på 27 490 invånare (2005).